# Pseudometisa aemula
Pseudometisa aemula är en fjärilsart som beskrevs av Jean Bourgogne 1962. Pseudometisa aemula ingår i släktet Pseudometisa och familjen säckspinnare. Inga underarter finns listade.